# دردویل (فصل ۱)
فصل نخست سریال اینترنتی  دردویل (به انگلیسی: Daredevil) که بر پایهٔ شخصیتی به همین نام در کمیک‌های مارول ساخته شده، داستان متیو مورداک را بازگو می‌کند، وکیلی که در روزها وکالت و شب‌ها به مبارزه با جنایتکاران می‌پردازد. این سریال در دنیای سینمایی مارول واقع شده. فصل اول این مجموعه که شامل ۱۳ اپیزود است، در ۱۰ آوریل ۲۰۱۵ بر روی نتفلیکس منتشر شد.

## بازیگران و شخصیت‌ها
- چارلی کاکس در نقش مت مورداک / بی‌باک
- دبورا آن ول در نقش کارن پیج
- الدن هنسون در نقش فاگی نلسون
- توبی لنرد مور در نقش جیمز وسلی
- واندی کرتیس-هال در نقش بن یوریک
- باب گانتون در نقش لیلند اوسلی
- آیلت زورر در نقش ونسا ماریانا
- رزاریو داوسون در نقش کلیر تمپل
- وینسنت دن آفریو در نقش ویلسون فیسک

## قسمت‌ها
| شم. کلی | شم. در فصل | عنوان                          | کارگردان           | نویسنده                             | تاریخ پخش اصلی |
| ------- | ---------- | ------------------------------ | ------------------ | ----------------------------------- | -------------- |
| ۱       | ۱          | «به سوی رینگ مبارزه»           | فیل آبراهام        | درو گودارد                          | ۱۰ آوریل ۲۰۱۵  |
| ۲       | ۲          | «مرد زخمی»                     | فیل آبراهام        | درو گودارد                          | ۱۰ آوریل ۲۰۱۵  |
| ۳       | ۳          | «خرگوش در کولاک»               | Adam Kane          | Marco Ramirez                       | ۱۰ آوریل ۲۰۱۵  |
| ۴       | ۴          | «غرق در خون»                   | Ken Girotti        | Joe Pokaski                         | ۱۰ آوریل ۲۰۱۵  |
| ۵       | ۵          | «دنیا در آتش»                  | Farren Blackburn   | Luke Kalteux                        | ۱۰ آوریل ۲۰۱۵  |
| ۶       | ۶          | «محکوم»                        | Guy Ferland        | Joe Pokaski & Marco Ramirez         | ۱۰ آوریل ۲۰۱۵  |
| ۷       | ۷          | «استیک»                        | Brad Turner        | Douglas Petrie                      | ۱۰ آوریل ۲۰۱۵  |
| ۸       | ۸          | «سایه‌هایی در شیشه»             | Stephen Surjik     | Steven S. DeKnight                  | ۱۰ آوریل ۲۰۱۵  |
| ۹       | ۹          | «ملاقات با شیطان»              | Nelson McCormick   | Christos Gage & Ruth Fletcher Gage  | ۱۰ آوریل ۲۰۱۵  |
| ۱۰      | ۱۰         | «نلسون در مقابل مورداک»        | Farren Blackburn   | Luke Kalteux                        | ۱۰ آوریل ۲۰۱۵  |
| ۱۱      | ۱۱         | «راه نیکوکاران»                | Nick Gomez         | Steven S. DeKnight & Douglas Petrie | ۱۰ آوریل ۲۰۱۵  |
| ۱۲      | ۱۲         | «آنهایی را که پشت سر می‌گذاریم» | Euros Lyn          | Douglas Petrie                      | ۱۰ آوریل ۲۰۱۵  |
| ۱۳      | ۱۳         | «دردویل»                       | Steven S. DeKnight | Steven S. DeKnight                  | ۱۰ آوریل ۲۰۱۵  |